# Karlo II., grof Alençona
Karlo II. (Charles; 1297. – 26. kolovoza 1346.) bio je francuski plemić, grof Alençona, Perchea i Chartresa.
Karlo je bio sin grofa Karla od Valoisa i Margarete, grofice Anjoua. Stariji brat Karla II. bio je francuski kralj Filip VI. Karlo je imao mnogo polubraće i polusestara. U travnju 1314., Karlo II. oženio se Ivanom od Joignyja; Ivana je naslijedila svoga oca i postala grofica Joignyja. Ivana i Karlo nisu imali djece.
Karlo, grof Valoisa, umro je 16. prosinca 1325. te je Karlo II. dobio Alençon u posjed. Brat Karla II., Filip, postao je kralj 1328. godine.
Karlova je druga žena bila španjolska plemkinja Marija de la Cerda; ovo su Marijina i Karlova djeca:
- Karlo III., grof Alençona[1]
- Filip Alençonski
- Petar II., grof Alençona
- Izabela, časna sestra
- Robert Alençonski[2]